# McLaughlin (Dakota du Sud)
Pour les articles homonymes, voir McLaughlin.
McLaughlin est une municipalité américaine située dans le comté de Corson, dans l'État du Dakota du Sud. Selon le recensement de 2010, elle compte 663 habitants. La municipalité s'étend sur 0,4 milles carrés (1,04 km2).
La ville est nommée en l'honneur de James McLaughlin (en).

## Démographie
| 1920 | 1930 | 1940 | 1950 | 1960 | 1970 |
| ---- | ---- | ---- | ---- | ---- | ---- |
| 555  | 678  | 660  | 713  | 983  | 863  |

| 1980 | 1990 | 2000 | 2010 | - | - |
| ---- | ---- | ---- | ---- | - | - |
| 754  | 780  | 775  | 663  | - | - |